# Choguel Kokalla Maïga
Pour les articles homonymes, voir Maïga.
Choguel Kokalla Maïga de son nom de naissance Chouaïbou Issoufi Souleymane, né en 1958 à Tabango dans la région de Gao, est un homme politique malien.

## Biographie
Choguel Kokalla Maïga, né en 1958 à Tabango dans le cercle d'Ansongo à Gao. Il descend du fondateur de l’Empire songhaï, Sonni Ali Ber à la seizième génération.
Il fait ses études primaires aux écoles fondamentales de Tabango et de Bara de 1963 en 1974 et le lycée technique de Bamako où il sort major de sa promotion en série mathématiques et industrielles MTI au baccalauréat technique industrie en 1977. Il obtient une bourse pour ses études en URSS, à Minsk (Biélorussie) puis à Moscou, suivant une formation d'ingénieur en télécommunications.

## Parcours professionnel
Choguel Kokalla Maiga revient au Mali en 1988, engagé dans la fonction publique, il passe deux années au service national des jeunes (SNJ) en qualité de soldat de 2e classe de l’armée malienne puis il travaille au sein de la société ès  télécommunications du Mali (SOTELMA) dès 1990 et cumulativement de 1994 en 2002, coordinateur national du programme national de mise en œuvre du plan directeur des télécommunications et d’élaboration du plan directeur de radiodiffusion et de télédiffusion de la république du Mali jusqu'en 2014. Chargé de mission auprès du PDG de la SOTELMA de 2000 à 2002.

## Parcours politique
Proche de Moussa Traoré, il est membre de l’Union nationale des jeunes du Mali, association fondée par le régime dictatorial.
En février 1997, il devient président du Mouvement patriotique pour le renouveau (MPR), parti politique se réclamant de Moussa Traoré.
En 2002, il se présente à l’élection présidentielle où il obtient 2,73 % des voix au premier tour avant de soutenir au second tour Amadou Toumani Touré. En vue des élections législatives de 2002 il s’allie au Rassemblement pour le Mali (RPM) d’Ibrahim Boubacar Keïta et au Congrès national d’initiative démocratique (CNID) dans la coalition Espoir 2002.
Choguel Kokalla Maïga est nommé ministre de l’Industrie et du Commerce dans les gouvernements d’Ahmed Mohamed ag Hamani du 16 octobre 2002 au 28 avril 2004 et d’Ousmane Issoufi Maïga du 2 mai 2004 au 27 septembre 2007.
Pour l’élection présidentielle malienne de 2007, Choguel Kokalla Maïga soutient la candidature du président sortant Amadou Toumani Touré.
En janvier 2008, il est nommé directeur du Comité de régulation des télécommunications (CRT).
En janvier 2015, il fait son retour au gouvernement en étant nommé ministre de l'Économie numérique, de l'Information et de la Communication. Le 7 juillet 2016, à l'occasion d'un remaniement, il n'est cependant pas reconduit à son poste et est remplacé par Mountaga Tall.
Il est ensuite candidat à l'élection présidentielle malienne de 2018.
Le 10 juillet 2020, la coalition d'opposition Mouvement du 5 Juin - Rassemblement des forces patriotiques organise des manifestations contre le président Ibrahim Boubacar Keïta dans tout le Mali. À Bamako elle dégénère en émeute, l'Assemblée nationale est saccagée, les heurts avec la police font au moins 4 morts et plusieurs dizaines de blessés. Dans la soirée et le lendemain, six leaders et théoriciens de l'opposition sont arrêtés par les forces de sécurité maliennes, dont Maïga (avec Clément Dembélé, Mountaga Tall, Issa Kaou Djim, Oumara Diarra et Adama Ben Diarra). S'ensuivent deux autres jours de manifestations violentes pour empêcher l'arrestation supposée de Mahmoud Dicko, le principal chef du M5-RFP qui fédère les autres, et de répressions policières qui feront 11 morts et 124 blessés, puis les leaders de l'opposition seront relâchés le 13 juillet.
En mai 2021, il rejette la proposition de Bah N'Daw de faire entrer le M5 au gouvernement Moctar Ouane (2).
Le 28 mai, peu après son coup d'État contre N'Daw et Moctar Ouane, Assimi Goïta, annonce que le poste de Premier ministre reviendra au M5. Celui-ci désigne Choguel Maïga pour la fonction. Choguel Maïga  est formellement nommé le 7 juin 2021, après la prestation de serment de Goïta à la Cour suprême. Le gouvernement est formé le 11 juin.
Début août 2022, victime d'un accident vasculaire cérébral, il est placé en repos forcé par son médecin. Le 21 août 2022, il est temporairement remplacé dans ses fonctions par le colonel Abdoulaye Maïga qui est ministre de l'Administration territoriale et de la Décentralisation par un décret signé par le colonel Assimi Goïta,.
Le 26 novembre 2022, il est reçu par le président de la Transition et déclare être apte à reprendre ses fonctions,. Il reprend ses fonctions le 5 décembre.
En mars 2024, Choguel Maïga est destitué de son poste de président du Mouvement du 5 Juin - Rassemblement des forces patriotiques (M5-RFP),.
Le 14 novembre 2024, après lui avoir reproché de ne pas le laisser gouverner, Choguel Kokalla Maïga, appelle le gouvernement de Assimi Goïta à discuter de la fin de la période de transition. Le 20 novembre, il est démis de ses fonctions par Assimi Goïta, et son gouvernement dissout, avant d'être remplacé le lendemain par le général Abdoulaye Maïga.
Le 30 décembre 2024, Le Bureau du vérificateur général (BVG) du Mali, publie un rapport accablant concernant la gestion de l’Agence de gestion du fonds d’accès universel (Agefau) entre 2020 et 2023. Choguel Kokakla Maïga est accusé d’avoir couvert des malversations ou d’en avoir directement bénéficié avec son gouvernement.

## Poursuites judiciaires
Le 19 août 2025, Choguel Kokalla Maïga a été inculpé pour atteinte aux biens publics, faux et usage de faux, et placé sous mandat de dépôt par la Cour suprême du Mali.
Il avait été placé en garde à vue le 12 août 2025 dans le cadre d’une enquête sur sa gestion à la primature, impliquant également plusieurs de ses anciens collaborateurs.
Le parquet général a indiqué que les faits concernent plusieurs milliards de francs CFA, sans qu’une date de procès n’ait été fixée à ce jour.